# Newark-on-Trent
Newark-on-Trent (abrégé fréquemment en Newark) est un bourg traditionnel du Nottinghamshire dans les Midlands de l'Est. Il se dresse entre la Trent, l'autoroute A1 Nord dite Great North Road et la ligne ferroviaire de l'East Coast Main Line. Cette ville anglaise au passé illustre possède un riche patrimoine architectural.

## Géographie
Newark se dresse entre la Trent et le Devon. Un marché médiéval prit naissance autour du château-fort de Newark (en ruines aujourd'hui) commandant le passage vers la Great North Road et la Fosse Way. Les bâtiments historiques du centre-ville témoignent de ce rôle de marché.
Selon le recensement de 2001, la ville avait une population de 25 376 habitants, mais les ONS Mid Year Population Estimates de 2007 indiquent qu'elle a augmenté jusqu'à atteindre 26 700. Mais comme Newark forme une agglomération avec la paroisse voisine de Balderton au sud, sa population est approximativement de 35 000 habitants, auxquels il faut ajouter celle des lotissements ruraux de Newark et Sherwood à l'ouest de la ville, soit 75 000 habitants répartis entre les faubourgs de Southwell et Ollerton et les nombreux villages du district. Au sud de la ville, le long de l’A46, se trouve Farndon, et au nord Winthorpe.
Le site de Newark, où se trouve l'un des rares ponts franchissant la Trent à ce niveau de son cours, le fait qu'elle soit desservie par la Great North Road (devenue aujourd'hui l'autoroute britannique A1) et par un bras canalisé de la Trent, puis plus tard son rôle de nœud ferroviaire entre l’East Coast Main Line et la ligne de Nottingham à Lincoln, ont contribué à la croissance et au développement de l'agglomération. Place forte acquise aux Royalistes pendant la guerre civile, Newark prit d'abord de l'importance en tant que port fluvial pour le commerce de la laine avant de s'industrialiser sous l'ère Victorienne, avec une forge, des ateliers mécaniques, des brasseries et une raffinerie de sucre. Le contournement de l'A1 a été inauguré en 1964 par le ministre des Transports de l'époque, Ernest Marples. L'autoroute 2×1 voie A46, de 34 m de large, a été inaugurée en octobre 1990. L’échangeur avec l'A1 est toujours très chargé.

## Histoire

### Période pré-celtique et celtique
On a découvert en 2005 dans un champ des environs de Newark un torque en argent et en or datant de l’âge du fer, très semblable à ceux mis au jour à Snettisham : cette pièce, pour l'instant unique dans tout le Nottinghamshire a été achetée en 2008 par le musée municipal. Toutefois, les origines de la ville sont sans doute romaines et s'expliquent par la position de la localité le long de cette grande voie romaine qu'était la Fosse Way, dans la vallée de la Trent. Dans un diplôme qui se présente comme un acte de 664, Newark est citée parmi d'autres terres attribuées à l'Abbaye de Peterborough par Wulfhere. On a trouvé dans le faubourg de  Millgate, à Newark, à mi-chemin entre la Fosse Way et la Trent, un cimetière païen anglo-saxon qui était exploité entre le début du Ve siècle et le début du VIIe siècle, et où les cendres des défunts étaient entreposées dans des urnes funéraires.
Sous le règne d’Édouard le Confesseur, le château était un fief de Godiva et de son mari Léofric de Mercie, qui en fit don au monastère de Stow en 1055. Même après la conquête normande, le monastère, qui dépendait de l'évêque normand Rémi de Fécamp, conserva les revenus de cette terre. À la mort de Rémi de Fécamp, le fief de Newark fit partie de la succession des évêques de Lincoln jusqu'en 1092, sous le règne d’Edouard VI.
Il y avait déjà des bourgeois à Newark à l'époque du recensement du Domesday Book, et sous le règne d’Édouard III, certains indices montrent que la localité avait déjà acquis le statut de borough autonome par prescription. La centurie de Newark dans l'est du Nottinghamshire s'était, elle, constituée dès la période anglo-saxonne (Xe – XIe siècles).

### Période médiévale
Le château de Newark n'était à l'origine qu'un manoir saxon fortifié, fondé par Édouard l'Ancien. En 1073, Robert Blouet, évêque de Lincoln, fit exécuter une levée en terre pour édifier une motte castrale sur le site. De 1123 à 1133, l'évêque Alexandre le Magnifique reconstruisit entièrement le château, dont il fit un édifice en pierre à la construction élaborée. Le pont franchissant le fleuve fut construit à peu près à la même époque selon un décret d'Henri Ier, de même que l’hospice Saint Léonard. La ville obtint même du roi une charte pour tenir une foire annuelle de cinq jours dans l'enceinte du château. Sous le règne du roi Étienne, les bourgeois obtinrent enfin le droit de battre monnaie.

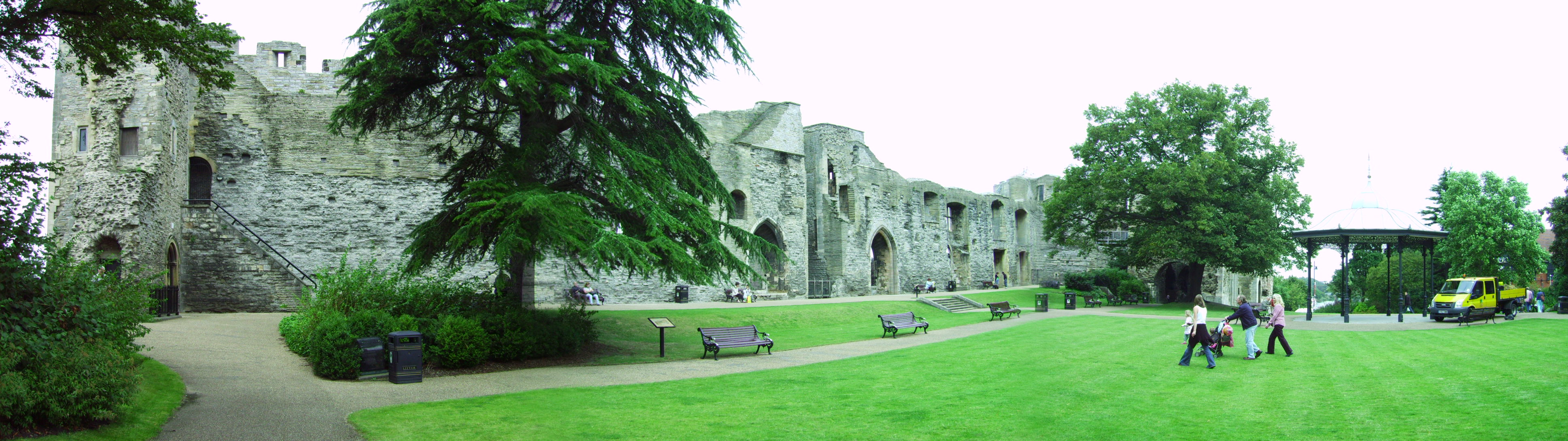
Photo du château de Newark.

La ville s'imposa comme un centre local du commerce de la laine et du drap, et c'est certainement sous le règne d’Henri II que le grand marché vit le jour. Les marchés du mercredi et du samedi en ville apparurent entre 1156 et 1329, une série de chartes octroyant à l'évêque de Lincoln de les organiser.
Le roi Jean mourut de dysenterie à Newark en 1216. 'Son successeur, Henri III, tenta de rétablir l'ordre dans la région : depuis un certain temps, le mercenaire Robert de Gaugy refusait en effet de remettre le château à son propriétaire légal, l'évêque de Lincoln, ce qui amena le Dauphin de France (le futur roi Louis VIII de France) à y mettre le siège pendant huit jours. On convint finalement d'une rançon et le château fut rendu.
Peu après la mort d'Édouard III, les rôles d'un impôt par tête, dont les pauvres et le clergé étaient exemptés, montre qu'en 1377 la population adulte de Newark se montait à 1 178, ce qui en faisait l'une des 25 villes d'Angleterre.

### Période Tudor

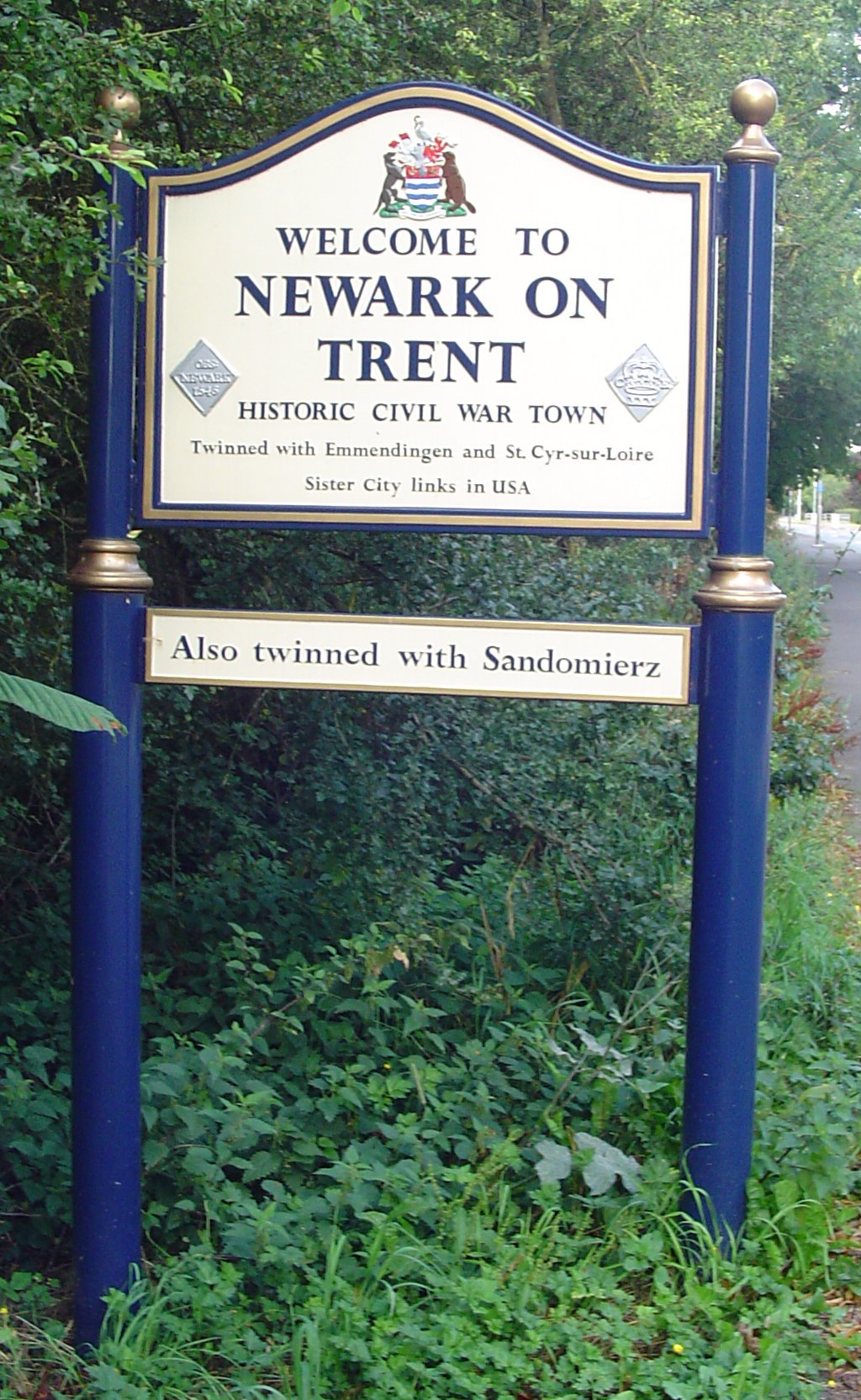
Panneau à l'entrée de Newark-on-Trent.

En 1457, une inondation emporta le pont sur la Trent et, bien que personne ne fût tenu légalement de le reconstruire, l’évêque de Lincoln, John Chaworth, finança sa reconstruction en bois de chêne avec des tours défensives à chaque extrémité.
Au XVIe siècle, conséquence de la rupture avec Rome, de l'institution d'une Église d'Angleterre autonome et de la Dissolution des monastères, Henri VIII fit exécuter le vicaire de Newark, Henry Lytherland, celui-ci ayant refusé de reconnaître le souverain anglais comme primat de l'Église d'Angleterre. La dissolution avait déjà affecté gravement le paysage politique de Newark, mais des changements encore plus radicaux survinrent lorsqu'en 1547 l'évêque de Lincoln échangea la forteresse de Newark avec la Couronne d'Angleterre. Newark fut mise sous la direction d'un conseiller et douze assesseurs en 1549, les chartes communales furent confirmées pour les bourgeois et même étendues sous le règne d'Élisabeth Ire.

### Période Stuart: Au temps de la Guerre Civile
Au cours de la Première Révolution anglaise, Newark était une place-forte royaliste, Charles Ier ayant établi son quartier-général dans la ville voisine de Nottingham. Elle fut attaquée une première fois en février 1643 par deux escadrons de cavalerie, mais parvint à repousser l'assaut. La ville abrita jusqu'à 600 soldats, et si sa garnison contre-attaqua avec un succès inégal les places de Nottingham, Grantham, Northampton, Gainsborough, etc., sa force fit parler de la ville dans tout le royaume. À la fin de 1644, elle fut de nouveau assiégée par trois armées convergeant depuis les villes de Nottingham, Lincoln et Derby ; en mars, le prince Rupert du Rhin vint au secours de Newark et fit lever le siège.
À la fin de janvier 1645, les Parlementaires, lassés des incursions des royalistes, décidèrent d'entreprendre un troisième siège, mais un mois plus tard l'intervention de Marmaduke Langdale mit un terme à cette entreprise. La cavalerie de Newark était aux côtés du roi lors de la Bataille de Naseby, près de Leicester en juin 1645.
Après la déroute du roi, la ville de Newark fut de nouveau assiégée en novembre 1645, mais entretemps les remparts avaient pu être considérablement renforcés : on avait construit deux avant-postes (le Queen’s Sconce au suth-ouest et le King’s Sconce au nord-est), en avant de la ville près de la Trent, et on avait creusé un fossé  long de 4 km autour de la ville. Pourtant au mois de mai 1646, Charles Ier ordonna à la garnison de rendre les armes, au grand dépit des militaires. On démantela les fortifications, y compris le château, qui fut laissé dans l'état où on le voit de nos jours.

### Sous le règne du roi Georges

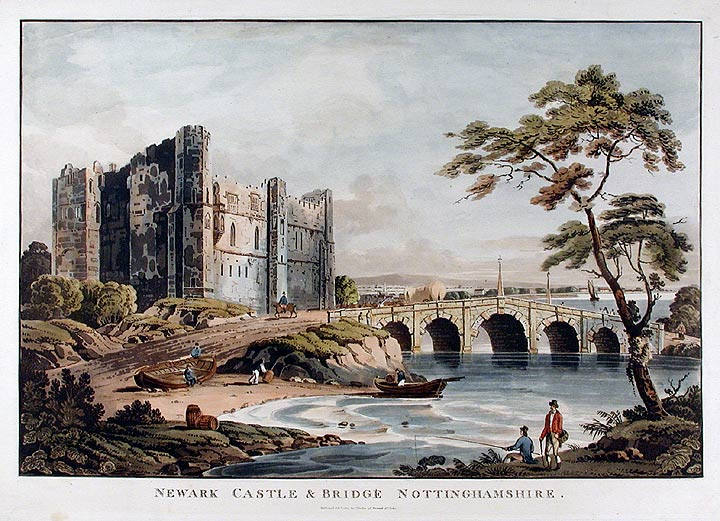
Le château de Newark et le pont en pierre au début du XIX.

Vers 1770, la Great North Road (aujourd'hui l'autoroute A1) fut rehaussée sur une chaussée faites d'arches en pierre pour la prémunir des inondations à proximité de Newark. Une loi d'exception de 1773 autorisa la construction d'un hôtel de ville sur la place du marché. Conçu par John Carr de York et achevé en 1776, le Newark Town Hall est inscrit comme monument historique. En 1775 le duc de Newcastle, qui était à l'époque le châtelain de Newark (Lord of the Manor) et l'un des plus grands propriétaires fonciers du pays, fit reconstruire un pont en briques pour remplacer celui, ruiné, qui aboutissait près du château. Ce pont reste l'un des principaux passages de nos jours.
L’imprimeur et journaliste local Daniel Holt (1766-1799) s'illustra comme un partisan en vue de la réforme parlementaire à la fin du XVIIIe siècle : il fut incarcéré pour avoir diffusé des libelles politiques et des tracts en faveur des idées de Thomas Paine. Au milieu de la réforme parlementaire, le duc de Newcastle résilia les contrats d'une centaine de métayers de Newark en qui il voyait les partisans (directs ou indirects) du candidat Libéral-radical (Wilde), opposé à son propre candidat (Michael Sadler, un conservateur)aux élections de 1829. J.S. Baxter, qui était écolier à Newark de 1830 à 1840, témoigne des conséquences de l'application des  Corn Laws en ville à l'époque : « Des Chartistes et des casseurs vinrent de Nottingham à Newark, paradant dans les rues avec des pains ronds enduits de sang et plantés au bout de piques, et ils criaient Bread or blood. »

### Ère victorienne
L'Époque victorienne vit naître un grand nombre d'édifices religieux et industriels, comme le temple d’Independent Chapel (1822), les églises de Holy Trinity (1836-37) et Christ Church (1837), la gare ferroviaire de Castle Railway Station (1846), le temple de Wesleyan Chapel (1846), la bourse aux grains (1848), le temple méthodiste de New Connexion Chapel (1848), les ateliers mécaniques W.N. Nicholson Trent Ironworks (années 1840), la gare de Northgate (1851), le temple Wesleyan de North End (1868), l’église anglicane Saint-Léonard (1873), le temple baptiste (1876), le temple méthodiste de Primitive Methodist Chapel (1878), l’hôpital (1881), Ossington Coffee Palace (1882), la bibliothèque gratuite Gilstrap (1883), le marché couvert Market Hall (1884), le temple Unitarien (1884), la caserne de pompiers (1889), la station de relèvement des eaux (1898) et la School of Science and Art (1900). On peut encore voir la plupart de ces édifices aujourd'hui.
Ces changements et le développement industriel qui les accompagna firent passer la population urbaine de moins de 7 000 habitants en 1800 à plus de 15 000 à la fin du siècle.

### Newark dans la Seconde Guerre mondiale
Pendant la Seconde Guerre mondiale, Newark abritait quelques bases de la Royal Air Force, et quelques aviateurs polonais, réfugiés des nazis, y étaient basés aussi. Une partie du cimetière était réservée aux tombes des victimes de guerre et aujourd'hui il y subsiste quelques tombes de soldats polonais et de ressortissants des pays du Commonwealth. Les deux chefs polonais Władysław Raczkiewicz et Władysław Sikorski sont enterrés ici, sous une grande croix de pierre, mais le corps de Sikorski a été exhumé en 1993 et transféré en Pologne.

### Newark aujourd'hui
Au XXe siècle, les principales industries de Newark étaient les industries textile, mécanique (fabrication de roulements et de pompes, machines agricoles), et les raffineries de sucre : British Sugar y a maintenu l'une de ses usines de betterave sucrière au nord de la ville le long de l'A61-6 (Great North Road). Plusieurs usines ont fermé leurs portes, notamment dans les années 1950. Un des plus gros employeurs est aujourd'hui l'entreprise agro-alimentaire Laurens Patisseries, filiale du groupe islandais Bakkavör depuis mai 2006, avec 1000 employés. L'usine Dessert Company sur Brunel Drive a fermé en mars 2000, avec perte de 700 emplois. En 2007, la chaîne de magasins de bricolage Currys a ouvert un centre commercial près de l'A17 et du rond-point de l'A46, et la chaîne de magasins d'électro-ménager Dixons a installé son entrepôt central à Newark en 2005. La compagnie de sodas PJ Smoothies était l'un des principaux industriels de Newark jusqu'en 2007 : rachetée par Pepsico, l'usine a été transférée à Boxford dans le Suffolk et confiée à Copella. Les constructions mécaniques Ingersoll Rand maintiennent en activité leur usine d'assemblage de pompes. Les magasins de Project Telecom dans Brunel Drive ont été rachetés par Vodafone en 2003 pour un montant de 163 millions de £.
Au XXe siècle, il y avait encore en ville deux brasseries : James Hole et Warwicks-and-Richardsons.
Son cadre historique, les villages alentour et l'offre considérable en moyens de transport font de Newark une ville-dortoir de Nottingham (distance: 32 km), elle en pleine expansion, et même une banlieue éloignée de Londres (à 1h20 en train). Newark s'enorgueillit aussi de son club de Rugby à XV, Newark Football Club, où ont débuté des joueurs comme Dusty Hare, John Wells et Tom Ryder. La base de loisirs est à la sortie en direction de Balderton à hauteur de Grove School.

## Tourisme
Le nouveau poste de police de Newark a été inauguré en octobre 2006. Le Palace Theatre se trouve dans Appletongate. La place du marché, Market Place, est le cœur de la vieille ville. Le
château de Newark est au bord du fleuve. Le Queen's Head est un vieux pub. Les autres monuments sont :
- le musée de Newark
- l'écomusée de Millgate
- le Newark Air Museum
- le marché au beurre (Buttermarket)
- L'église Sainte Marie-Madeleine
- Cimetière historique de Newark
- Les berges de la Trent
- The Queens Sconce
- l'école professionnelle de lutherie

## Politique

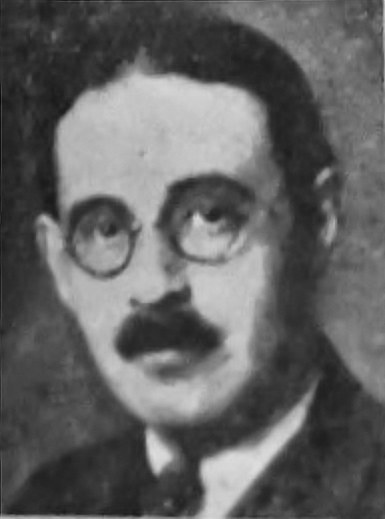
H. Laski, théoricien politique anglais.

À compter de 1673, Newark nommait deux députés à la Chambre des communes. Ce fut le dernier borough créé avant le Reform Act 1832. William E. Gladstone, futur Premier ministre, était député de Newark en 1832 ; il fut réélu en 1835, 1837 et 1841 (deux fois), mais, peut-être en raison de son opposition aux Corn Laws etc., il changea de circonscription par la suite.
Plus récemment, le scrutin à Newark a donné lieu à deux débats politiques d'intérêt national. En 1945, le Daily Express ayant attribué à Harold Laski, président de la commission exécutive du Parti travailliste, des propos selon lesquels le « Labour » prendrait le pouvoir par la force en cas de défaite aux élections, se termina par un procès en diffamation. Malgré ses nombreux démentis, Laski perdit le procès.
Aux élections générales de 1997, Newark avait élu Fiona Jones du Parti travailliste. Son rival malheureux, le candidat démocrate-libéral, mit en cause le montant de ses frais de campagne : à la suite d'investigations policières, la députée fut inculpée, avec son conseiller de campagne Des Whicher, pour avoir produit une déclaration de dépenses falsifiée. Condamnée une première fois, F. Jones fit casser la décision en appel, sauvant ainsi son mandat de députée.
Le député de Newark est le conservateur Patrick Mercer, précédemment ministre de l'intérieur dans le Shadow cabinet de juin 2003 à mars 2007, et qui d'ailleurs fut contraint de se démettre après que The Times eut rapporté des propos racistes qu'il avait tenus.

## Célébrités

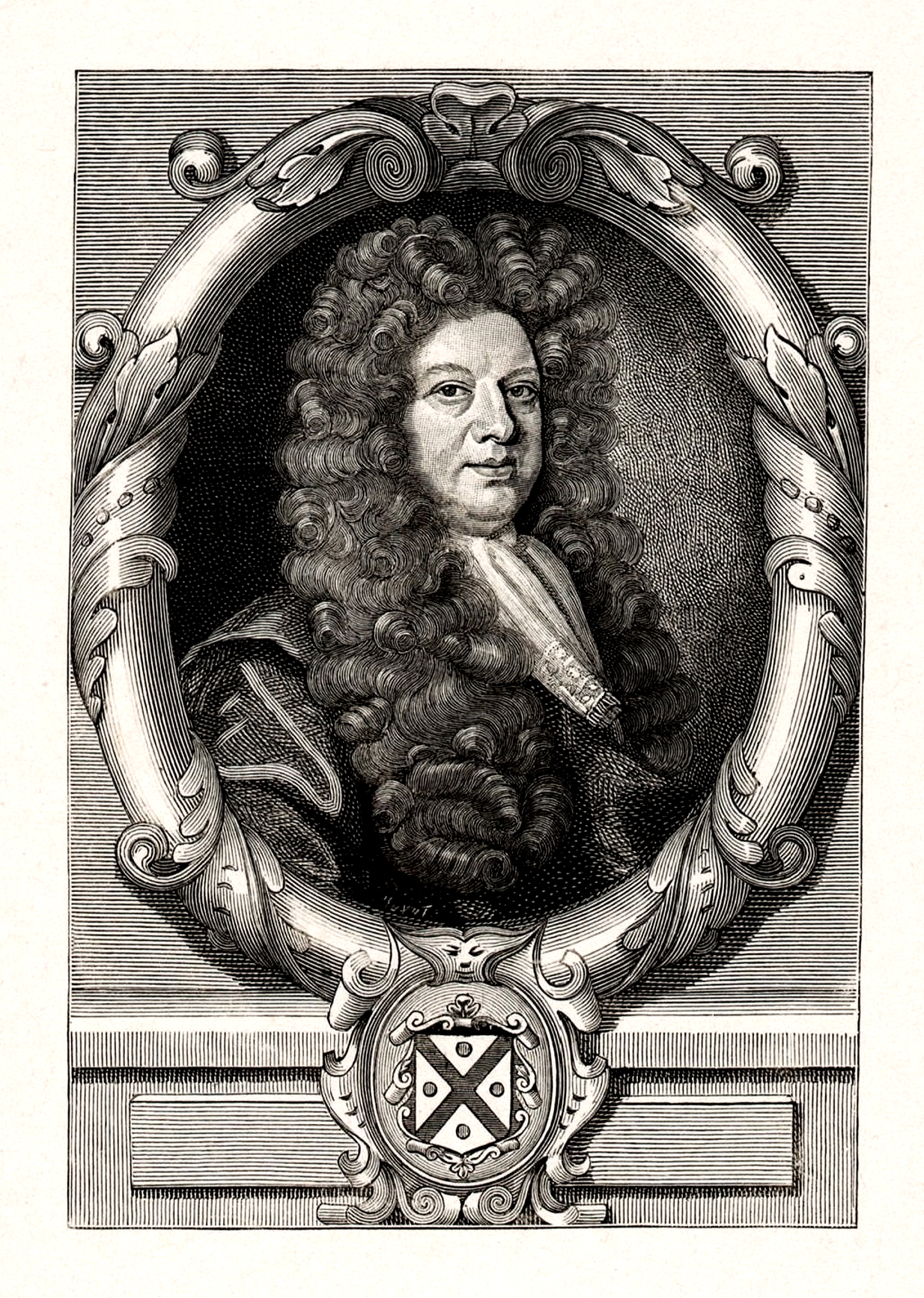
John Blow

Parmi les natifs de Newark, on peut citer :
- Sir Donald Wolfit, acteur shakespearien
- John Blow
- Rupert Sheldrake, biologiste et vulgarisateur
- Selwyn Goldsmith, architecte ayant contribué au développement de l'approche universelle du design
- Hercules Clay, conseiller municipal du XVIIe siècle
- Thomas William Robertson, dramaturge du XIXe siècle

## Villes jumelées
Depuis 1984 Newark est jumelée avec trois autres villes d'Europe :
- Emmendingen, Allemagne. Les accords ont été signés à Emmendingen le 24 septembre 1983 et à Newark le 15 avril 1984.
- Saint-Cyr-sur-Loire, France. Les accords ont été signés à Newark en septembre 1992 et à Saint-Cyr-sur-Loire à Pâques 1993.
- Sandomierz, Pologne. Les accords ont été signés à Newark le 10 septembre 2006 et à Sandomierz le 1er avril 2007.

Emmendingen et Sandomierz sont elles aussi jumelées entre elles.

## Infrastructures de transport

### Chemin de fer
Newark possède deux gares du réseau national. L’East Coast Main Line dessert la gare de Newark North Gate railway station avec les destinations de Londres, Leeds, Newcastle upon Tyne et Édimbourg. La Newark Castle railway station est sur la ligne Leicester - Nottingham - Lincoln avec des dessertes régionales. Ces deux lignes se croisent par un passage à niveau, le seul en Grande-Bretagne. On envisage depuis longtemps un croisement dénivelé mais rien n'a été entrepris à ce jour.

### Autoroutes
- l'A1 et l'A46 contournent Newark.
- l'A17 de Newark à King's Lynn, dans le Norfolk
- l'A616 reliant Newark à Huddersfield, Yorkshire
- l'A617 reliant Newark à Chesterfield, Derbyshire

### Lignes de bus
Stagecoach East Midlands
- 1: Balderton - Newark - Coddington
- 2: Balderton - Newark - Lincoln Road Estates
- 3: Newark - Hospital - Gill House - Newark
- 3A: Newark - Hospital - Gill House - Hospital - Newark
- 4: Newark - Gill House - Hospital - Newark
- 29/29A: Mansfield - Southwell - Newark
- 46: Newark - Swinderby - Lincoln

Marshalls
- 33: Newark - Balderton - Fernwood
- 37: Newark - Tuxford - Retford
- 39/39A/39B: Newark - Sutton On Trent - Normanton - Tuxford
- 77: Newark - Hawtonville Circluar
- 90/90A: Nottingham - Farndon - Newark - Balderton

Travelwright
- 66/67: Newark - Collingham - Harby
- 227: Newark - Southwell - Bilsthorpe - Edwinstowe
- S7L: Newark - Collingham - Newark

KJB Ltd
- 87: Newark - Lincoln

Sherwood Countyrman Buses
- CM1: Maplebeck - Eakring - Kirklington - Newark

Centrebus
- 602: Newark - Grantham

Veolia (Dunn-Line)
- 1A: Newark - Coddington - Newark
- 2: Newark - Balderton - Newark
- 3/3A: Newark - Hospital - Gill House - Newark
- 29B: Newark - Southwell - Bilsthorpe
- 32/32A: New Ollerton - Newark
- 33: Tuxford - Newark, via Laxton
- 61: Nottingham - Arnold - Calverton - Southwell - Newark
- 67: Newark - Collingham
- P1: Meden Vale - Newark - Grantham (New Service Starts 5 April 2009)

Premiere Travel
- 54: Newark - Bingham
- 56/56B: Newark - Shelton - Bingham/Bottesford
- 3: Newark - Southwell - Lowdham